# أمينة هانم سيرتلانوف
أمينة هام سيرتلانوف أو سيرتلانوفا (بالروسية: Сыртланова, Амина Махмудовна|Амина Махмудовна Сыртланова, الاسم قبل الزواج بالروسية: Шейх-Али, بالفرنسية: Cheik Ali، بالإنجليزية: Sheikh-Ali؛ ولدت عام 1884 في مدينة أوفا، الامبراطورية الروسية، وتوفيت بعد عام 1939، في فرنسا. كانت شخصية عامة، ومتصوفة.

## سيرتها الذاتية

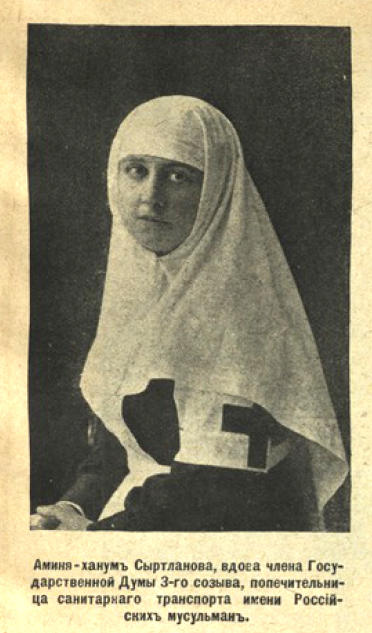
أمينة خانم سيرتلانوف،أرملة عضو مجلس الدوما. وهي المراقب العام على قطار إسعاف المسلمين الروس

ولدت عام 1884 لعائلة الجنرال محمود ماغوميدوفيتش شيخالييف (شيخالي أو شيخ علي) ومالكة الأراضي ماغيبارفاز شيخالييفا (الاسم قبل الزواج ألكينا). وهي ابنة شقيقة ديفليت ميرزا شيخالييف (الشيخ علي)، رئيس مأمورية الشعوب الإسلامية في ولاية ستافروبول، وقريبة الشخصيات العامة البارزة إبنيامين ألكين وسعيد غيراي ألكين.
وهي زوجة نائب مجلس الدوما الثالث غالياسكار سيرتلانوف. بعد وفاته المأساوية عام 1912، شاركت بفعالية في الحياة العامة. وقد ترأست جمعية «بتروغراد للتربية الإسلامية» 
وكان لها «تأثير كبير على المسلمين المتنورين في بطرسبورغ وفي مدينة أوفا».
بعد بدء الحرب العالمية الأولى، أصبحت عضواً في اللجنة المركزية للمنظمات الإسلامية الروسية، والجمعيات الخيرية الإسلامية الموحدة لدعم القوات الروسية في صيف 1916، خدمت مراقبة عامة على قطار إسعاف الروس المسملين الذي أرسل إلى جبهة الحرب.
بعد عام 1917، هاجرت إلى فرنسا، واستقرت في باريس. بين عامي 1926 و1939، أصدرت تقارير عن الجمعيات الصوفية الروسية والفرنسية. بين عام 1933 و1935 أصبحت نائب عضو مجلس إدارة، ومنذ عام 1935، أصبحت عضو مجلس إدارة اتحاد الممرضات الروسي المسمى على اسم فريفسكايا في فرنسا. عام 1935 قدمت تقارير عن جمعية «روح روسيا». منذ عام 1921 حتى 1929، كانت عضواً في المحفل الماسوني العالمي «حقوق الإنسان»، وعملت في مجال حماية الحقوق المدنية. عام 1929، أصبحت رئيسة مؤسسة أورورا الناطقة بالروسية، وهي مؤسسة تأسيسية لمحفل ماسوني بنفس الاسم، وبقيت عضوة فيه حتى عام 1939. فوازنت في حياتها بين التصوف والماسونية.
بعد بداية الاحتلال الألماني لفرنسا وإغلاق كافة المحافل الماسونية على أراضيها  أصبح مصيرها مجهولاً.

## العائلة
زوج أمينة هانم هو علي أوسكار (غالياسكار) شاهايداروفيتش سيرتلانوف (1875-1912)، أشير له باسم علياسغار سيرتلانوف في الترجمة الإنجليزية لكتاب زكي وليدي طوقان، عضو مجلس الدوما الثالث في الإمبراطورية الروسية، محامٍ، لدى الأدميرال نيكولاي نيبوغاتوف واللواء الملازم أناتولي ستيسيل المتهم بهزيمة الجيش والبحرية في الحرب الروسية اليابانية في 1904-1905.

## حقائق
في كانون الثاني (يناير) 1926، تم إنشاء محفل باسم «أورورا» إشارة إلى «حقوق الناس» في باريس. لم يتم الاعتراف بهذا المحفل من قبل المحافل الماسونية الأخرى. ضم المحفل رجالاً ونساءً وكان بقيادة ناغرودسكايا (1926-1928)، سيرتلانوفا (1929)، بريل (1930)، ناغرودسكي (1931).